# Йон Кику
Йон Кику (на румънски: Ion Chicu; роден на 28 февруари 1972 г. , с. Пържолтен, област Калараш) е молдовски финансов специалист, министър-председател на Молдова от 14 ноември 2019 г. до 31 декември 2020 г.

## Биография
Завършил е факултета по мениджмънт към Академията на икономическите науки на Молдова .
През 2005 г. работи като директор на Главния отдел за структурни реформи на Министерството на икономиката и търговията на Република Молдова.
През 2006 – 2008 г. е заместник-министър на финансите на Молдова.
От април 2008 г. до септември 2009 г. е главен държавен съветник на министър-председателя на Република Молдова по икономическите въпроси и външните отношения.
Той също така е заемал длъжността председател на Съвета за стратегическо развитие на Медицинския университет Николай Тестемицану, работил е като консултант по управление на публичните финанси в различни проекти.
През януари 2018 г. е назначен за генерален секретар на Министерството на финансите, а през декември същата година става министър на финансите на Молдова.
През юли 2019 г. е назначен за съветник на президента на Молдова .
От 14 ноември 2019 г. до 31 декември 2020 г. – министър-председател на Молдова .

## Семейство
Женен, има 3 деца.